# 异型叶凤仙花
异型叶凤仙花（学名：Impatiens dimorphophylla）是凤仙花科凤仙花属的植物，为中国的特有植物。分布在中国大陆的四川等地，生长于海拔2,800米至3,400米的地区，一般生于高山松林或铁杉林下，目前尚未由人工引种栽培。